# كارلوس بونس
كارلوس بونس (بالإنجليزية: Carlos Ponce)‏ هو لاعب كرة قاعدة أمريكي، ولد في 7 فبراير 1959 في ريو بيدراس ‏ في بورتوريكو.

## وصلات خارجية
- كارلوس بونس على موقع الدوري الياباني لكرة القاعدة (الإنجليزية)
- كارلوس بونس على موقعبيزبول رفرنس.كوم (الدوري الرئيسي) (الإنجليزية)
- كارلوس بونس على موقع إي إس بي إن.كوم (أم.أل.بي) (الإنجليزية)
- كارلوس بونس على موقع مشجعي الرسوم البيانية (الإنجليزية)